# Kaspar Franz von Pirch
Kaspar Franz von Pirch (* 1689; † 17. Dezember 1745 in Kesselsdorf) war ein kurfürstlich sächsischer Oberst.

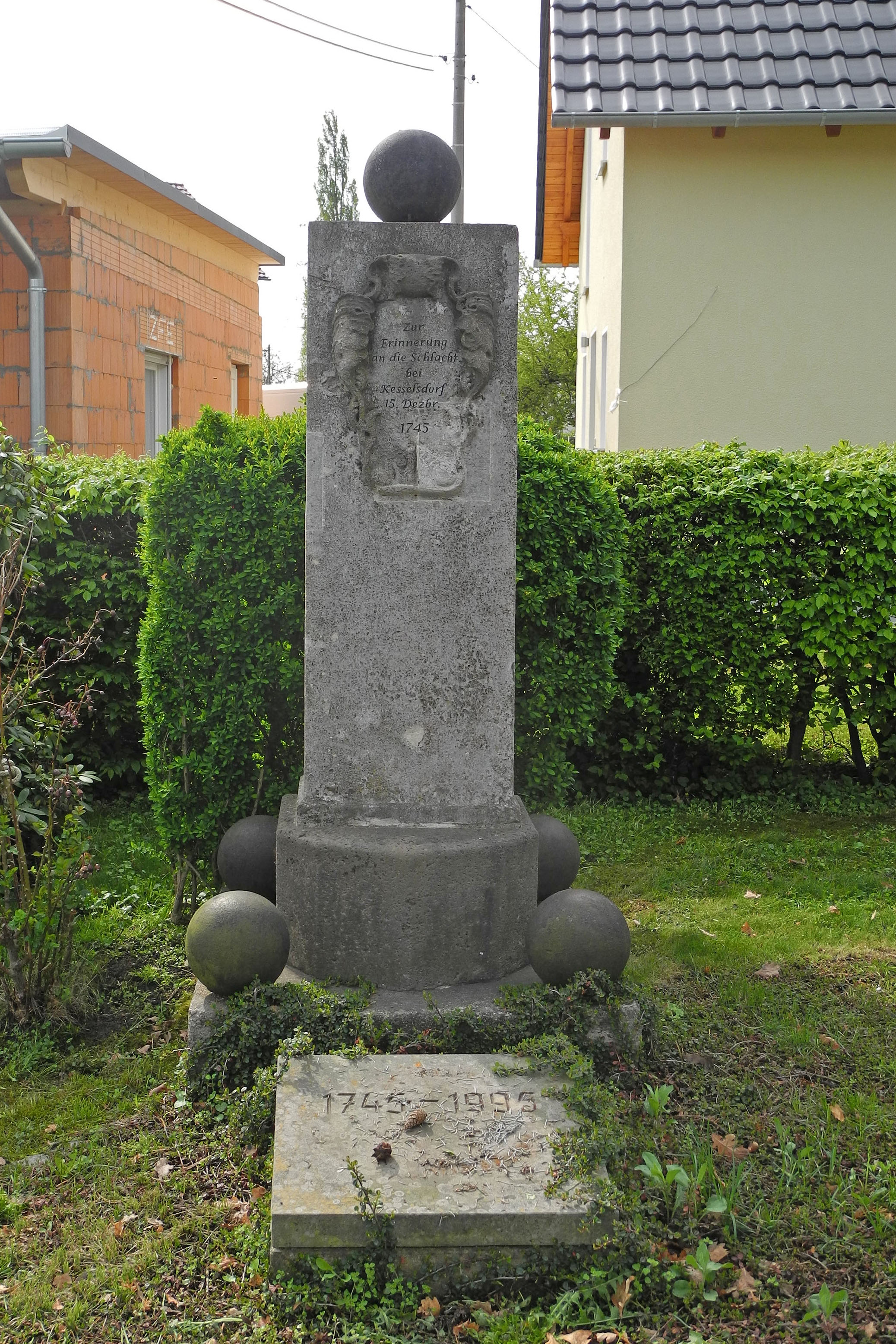
Denkmal zur Erinnerung der Schlacht bei Kesselsdorf

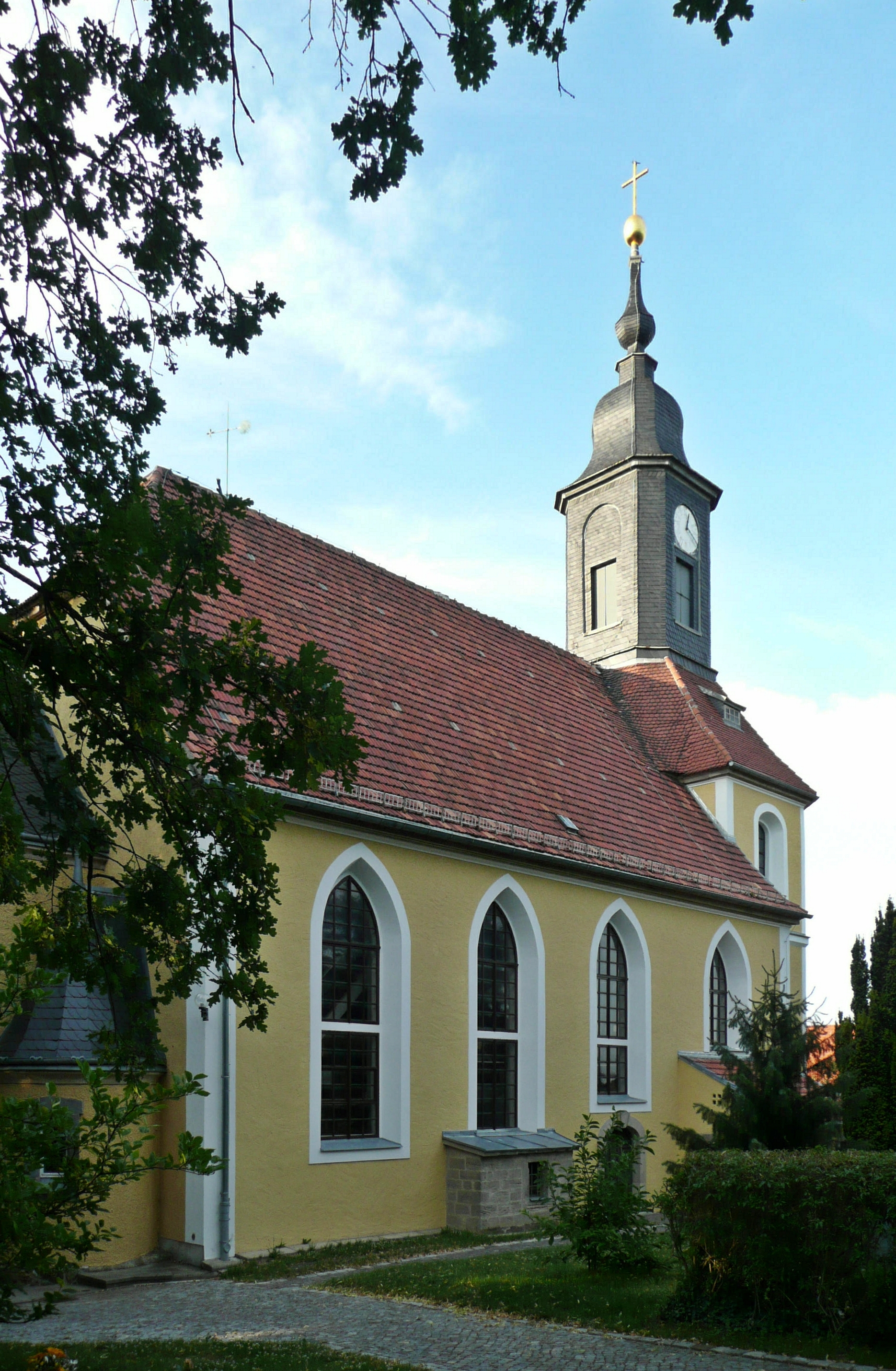
St. Katharinenkirche

## Leben

### Familie
Kaspar Franz war Angehöriger des pommerschen Adelsgeschlechts Pirch. Er war ein Sohn des Ulrich Felix von Pirch (1656–1726) und der Elisabeth Sophia, geb. von Zastrow (1665–1725) aus dem Hause Wusterhanse. Er blieb unvermählt.

### Werdegang
Pirch trat wie seine Brüder Michael Lorenz von Pirch (1687–1761) und Dubislav Nikolaus von Pirch (1693–1768) in kursächsisch-polnische Militärdienste. Er avancierte in der sächsischen Armee bis zum Oberst. Als solcher führte er als Kommandeur oder Regimentschef in der Schlacht bei Hohenfriedberg das Kürassierregiment (Nr. 6). Hierbei erlitt er an der linken Hand eine schwere Verwundung, in deren Folge erhielt auf eigenes Ansuchen ein Infanterieregiment erhielt. In dieser Stellung ist er während der Schlacht bei Kesselsdorf gefallen. Pirch wurde am 28. Dezember 1745 in der Gruft der Katharinenkirche beigesetzt. In der Kirche ist ein Sandsteinepitaph und ebd. im großen Betstübchen ein überwiegend gold gefasster Trophäenepitaph aus Holz für ihn erhalten.